# Ngudu
Ngudu è una circoscrizione urbana (urban ward) della Tanzania situata nel distretto di Kwimba, regione di Mwanza. Conta una popolazione di 27 630 abitanti (censimento 2012).